# Cox Pavilion
Le Cox Pavilion est une arène situé à côté du Thomas & Mack Center sur le campus de l'université du Nevada à Las Vegas, dans le Nevada. Il sert principalement pour de petit événements et ses locataires principaux sont l'équipe de volley-ball et l'équipe féminine de basket-ball de l'université, les UNLV Rebels (NCAA). Sa capacité est de 2 500 places.
L'arène fut inaugurée le 25 mai 2001.

## Événements
- Combat de boxe: Acelino Freitas contre Joel Casamayor, 12 janvier 2002
- Combat de boxe: David Tua contre Chris Byrd, 18 août 2001
- NCAA Collegiate Boxing Championships, 4-6 avril 2003
- Reebok Vegas Summer League, “Stars of Tomorrow”, juillet 2004
- Taekwondo Tournament, 19-23 février 2003
- The Ultimate Fighter Finale, 9 avril 2005
- UFC Ultimate Fight Night, 6 août 2005
- Nevada's Democratic Presidential Debate, 15 novembre 2007